# Paul Ricard (bateau)
Pour les articles homonymes, voir Paul Ricard (homonymie).
Le Paul Ricard est un voilier à foils construit pour le navigateur Éric Tabarly. Il bat le record de la Traversée de l'Atlantique en 1980. La coque centrale du voilier sera utilisée pour la construction du Côte d'Or II en 1986.

## Histoire
Éric Tabarly a l'idée de doter un bateau de plans porteurs pour le faire décoller. Il rencontre Alain De bergh, ingénieur en aéronautique (responsable du bureau de calculs des structures des Mirage et Rafale - Dassault Aviation), pour dessiner ce nouveau voilier dans l'idée de concevoir et construire un hydroptère. Les premières études montrèrent que les matériaux disponibles ne permettaient pas d'atteindre un devis de poids permettant au bateau de décoller. Elles furent alors réutilisées pour concevoir un voilier stabilisé par plans porteurs. Avec une perpendiculaire aux plans porteurs qui passe par le centre de voilure, le couple de chavirement est nul et la gîte est constante quelle que soit la poussée du vent sur les voiles.
Il ne s'agit pas d'un hydroptère, les plans porteurs ne pouvant toucher l'eau simultanément en raison de l'angulation ajoutée à la poutre principale et le plan porteur arrière n'ayant pas été mis en place. Ce n'est pas non plus un trimaran, les minuscules flotteurs latéraux ne servant qu'à la stabilité à l'arrêt.
La coque centrale du voilier sera utilisée pour la construction du Côte d'Or II en 1986.

## Chronologie et palmarès
- 3 mai 1979 : mise à l’eau et baptême du Paul Ricard à Cherbourg
- 26 mai 1979 : Transat en double Lorient - les Bermudes - Lorient, équipage Éric Tabarly et Marc Pajot, 2e place à 5 min 42 s derrière VSD, le 29 juin
- 7 juin 1980 : Transat anglaise, Marc Pajot remplace Éric Tabarly, 5e hors course
- 22 juillet-1er août 1980 : record de la traversée de l’Atlantique en 10 j 5 h 14 min 20 s
- 19 octobre 1980 : La Baule-Dakar, 3e place avec Patrick Tabarly & Éric Bourhis
- 7-12 novembre 1982 : Route du Rhum, abandon
- 22 mai 1983 : 2e transat en double Lorient – les Bermudes - Lorient, avec Éric & Patrick Tabarly, abandon
- Juin 1984 : transat en solitaire OSTAR Plymouth - Newport, 4e place